# Sirri
Sirri (perski: جزیره سیری trb. Dżazire-je Sirri, trl. Jazīreh-ye Sīrrī) – irańska wyspa położona we wschodniej części Zatoki Perskiej, ponad 70 km od irańskiego wybrzeża, administracyjnie należy do ostanu Hormozgan. Powierzchnia wyspy wynosi 17,3 km², najwyższy punkt wyspy wznosi się na 33 m n.p.m. Tak jak i na innych wyspach Zatoki Perskiej, na Sirri panuje gorący i wilgotny klimat.
Na wyspie znajdowała się kiedyś platforma wiertnicza, która została zniszczona 18 kwietnia 1988 roku przez Marynarke Wojenną Stanów Zjednoczonych podczas „Operacji Modliszka” (ang. Operation Praying Mantis). Na wyspie znajduje się port i lotnisko. Obecnie powstaje tu fabryka skraplania gazu ziemnego NGL (ang. natural gas liquids).